# Даценковка (Лебединский район)
Даценковка (укр. Даценківка) — село,
Ворожбянский сельский совет,
Лебединский район,
Сумская область,
Украина.
Код КОАТУУ — 5922982404. Население по переписи 2001 года составляло 177 человек .

## Географическое положение
Село Даценковка находится на берегу реки Ворожба, которая через 6 км впадает в реку Псёл,
выше по течению примыкает село Ступки.
На реке несколько запруд, вокруг села несколько ирригационных каналов.
Рядом проходит автомобильная дорога Т-1909.